# スコレー
スコレーまたはスコーレ (scholē) とは、元来は「閑暇」「ひま」を意味する古代ギリシャ語。古代ギリシアにおいて自然哲学よりはじまるギリシャ哲学の形成に寄与した時間的なゆとりのこと。

## 概要
スコレーは、たんなる余暇ではなく、精神活動や自己充実にあてることのできる積極的な意味をもった時間、また、個人が自由または主体的に使うことをゆるされた時間のことである。

## 派生語
「学校」を意味する英語のschool、フランス語のecole、ドイツ語のSchuleは、「スコレー」が語源となっている。